# Hienheimer Forst
Hienheimer Forst – dawny obszar wolny administracyjnie (gemeindefreies Gebiet) w Niemczech w kraju związkowym Bawaria, w rejencji Dolna Bawaria, w regionie Ratyzbona, w powiecie Kelheim. Teren był niezamieszkany. 1 stycznia 2022 teren obszaru przyłączono do miasta Kelheim. 